# انتهاكات حقوق الإنسان في جامو وكشمير
تعتبر انتهاكات حقوق الإنسان في ولاية جامو وكشمير الهندية مسألة مستمرة، تتراوح بين القتل الجماعي والاختفاء القسري والتعذيب والاغتصاب والاستغلال الجنسي، إلى القمع السياسي وقمع حرية التعبير. اتُهم الجيش الهندي وقوة الشرطة الاحتياطية المركزية وقوة أمن الحدود وسائر الجماعات المسلحة المنشقة بإقدامهم على ارتكاب هذه الجرائم وتعرضوا للمساءلة حول الانتهاكات الجسيمة لحقوق الإنسان التي حدثت في حق مواطني كشمير.
أفادت الأنباء أن الجرائم التي يرتكبها المسلحون لا تضاهي الانتهاكات واسعة النطاق التي ترتكبها قوات الدولة الهندية، حيث تقول بعض الجمعيات الحقوقية أن هنالك أكثر من 100,000 شخص لقوا حتفهم منذ عام 1989، بينما تُقدر الأرقام الرسمية للمصادر الهندية أن عدد المدنيين الذين قُتلوا بسبب تأييدهم لحركة التحرير قد تجاوز 50,000 مدني، توفي معظمهم على أيدي القوات المسلحة الهندية.
تتهم الهند الجيش الباكستاني بانتهاك حقوق الإنسان في جامو وكشمير من خلال خرقه لوقف إطلاق النار ومواصلته قتل المدنيين فيها، إلا أن باكستان رفضت تماماً هذا الادعاء وألقت باللوم على الجيش الهندي بسبب انتهاكه لخط السيطرة. كشفت البرقيات الدبلوماسية التي حصلت عليها ويكيليكس أن اللجنة الدولية للصليب الأحمر أطلعت المسؤولين الأمريكيين في دلهي في عام 2005، على استخدام قوات الأمن للتعذيب ضد مئات المحتجزين المشتبه بصلتهم مع المسلحين أو بامتلاكهم لمعلومات عنهم، بين عامي 2004 و2004.
يذكر الباحثون أن الهند ارتكبت إبادة جماعية في حق المسلمين في كشمير لقمع ثورتهم، حيث ذكرت هيومن رايتس واتش في تقرير صدر عام 1993، أن قوات الأمن الهندية «اعتدت على المدنيين أثناء عمليات التفتيش، كما عذبت المعتقلين وأعدمتهم دون محاكمة وقتلت المدنيين في هجمات انتقامية»، وبحسب التقرير، استهدف المسلحين المدنيين أيضاً، لكن بقدر أقل مما فعلت قوات الأمن. استُخدم الاغتصاب بشكل منتظم باعتباره وسيلة «لمعاقبة وإذلال» المجتمعات، حيث تقول الباحثة سيما كازي أن الدولة استخدمته سلاحاً ضد السكان. ذكر تقرير لوزارة الخارجية الأمريكية في عام 2010 أن الجيش الهندي في جامو وكشمير ارتكب عمليات قتل خارج نطاق القانون في حق المدنيين والمشتبه بانتمائهم للمتمردين، كما جاء في التقرير وصف لعمليات القتل وسوء المعاملة التي يرتكبها المتمردون والانفصاليون. أظهرت الإحصائيات التي قُدمت إلى لجنة مجلس الوزراء في الحكومة الهندية المعنية بالأمن، أنه ولأول مرة منذ الثمانينيات يتجاوز عدد الوفيات الذي تسببت به القوات الهندية العدد الذي يُعزى لأعمال المتمردين.
يدعي الجيش الهندي أن نحو 97% من التقارير المرتبطة بانتهاكات حقوق الإنسان كانت إما مزيفة أو نتيجةً لادعاءات مغرضة بناءً على التحقيق الذي أجراه الجيش. قال التقرير الصادر عن وزارة الخارجية الأمريكية أن "السلطات الهندية تستعين بقانون القوات الخاصة للقوات المسلحة كي تتجنب تحميل قوات الأمن التابعة لها المسؤولية فيما يتعلق بمقتل المدنيين في جامو وكشمير.

## القوات المسلحة الهندية
أفادت التقارير بأن آلاف الكشميريين قد تعرضوا للقتل على أيدي قوات الأمن في الهند أثناء احتجازهم ولعمليات الإعدام الخارجة عن نطاق القانون والاختفاء القسري، كما قيل بأن قوات الأمن الهندية نفذت هذه الانتهاكات لحقوق الإنسان وأفلتت من العقاب تحت الحصانة الكاملة. وثقت المنظمات الدولية غير الحكومية ووزارة الخارجية الأمريكية انتهاكات حقوق الإنسان المتضمنة حالات الاختفاء والتعذيب والإعدام التعسفي التي حصلت خلال عمليات مكافحة الإرهاب في الهند.
أعربت الأمم المتحدة عن قلقها الشديد إزاء العدد الكبير لعمليات القتل أيدي قوات الأمن في الهند، واتهمت جماعات حقوق الإنسان قوات الأمن الهندية بتجنيد الأطفال، إلا أن الحكومة نفت هذا الادعاء. استخدمت قوات الأمن التعذيب الذي وصفته منظمة العفو الدولية بأنه يستعصي على الفهم، والذي كان السبب وراء العدد الكبير من الوفيات خلال الحجز.
استشهدت ديلي تلغراف بتقرير لموقع ويكيليكس نقلاً عن الصليب الأحمر، جاء فيه أن قوات الأمن الهندية استغلت جسدياً المحتجزين من خلال تعريضهم للضرب والصعق بالكهرباء والاعتداء الجنسي، على الرغم من أن هؤلاء المعتقلين لم يكونوا من المتمردين الإسلاميين أو المتمردين المدعومين من باكستان، بل كانوا مدنيين على عكس ما زعمته الهند حول تورطهم مع باكستان.  بحسب اللجنة الدولية للصليب الأحمر فإن 681 من أصل 1296 محتجزاً جرت مقابلتهم ادعوا تعرضهم للتعذيب.

### الجيش الهندي
بدأ جنود راجبوتانا الرابعة التابعة للجيش الهندي في 23 فبراير من عام 1991، عملية بحث عن المسلحين في قرية كونان بوشبورافي مقاطعة كوبوارا في جامو وكشمير، ليتهمهم بعدها السكان المحليون بارتكاب جرائم اغتصاب في حق 23 امرأة. لاحقاً، أجريت مقابلات موثقة مع الضحايا والشهود من خلال فيلم قصير بعنوان «محيط الدموع» الذي مُنع من العرض. قادت اللجنة الهندية تحقيقاً شاملاً عن الموضوع وتوصلت لنتيجة تفيد أن هذه المزاعم مبالغ فيها إلى حد كبير، وأن قصص الاغتصاب في كونان كانت عبارة عن «خدعة هائلة دبرتها الجماعات المتشددة والمتعاطفون معهم في كشمير وفي الخارج، بصفتها جزءاً من إستراتيجية الحرب النفسية المستمرة والمطورة بذكاء، والتي تهدف لإعادة إدراج كشمير في جدول الأعمال الدولية المرتبطة بقضايا حقوق الإنسان».

### المواجهات الوهمية والقتل
ذُكر أن مئات المدنيين بمن فيهم الأطفال والنساء قد أُعدموا خارج نطاق القانون على أيدي قوات الأمن الهندية وأُخفيت جرائم القتل هذه باعتبارها مواجهات وهمية. بحسب إحدى مقابلات بي بي سي مع شخص مجهول من الأمن، أفاد أن «المواجهات المزيفة» هي عمليات يقتل فيها أفراد الأمن الشخص بدم بارد ثم يزعمون موته خلال مواجهة بالأسلحة النارية.

### قضايا الاختفاء
تورطت قوات الأمن الهندية في حالات الاختفاء القسري لآلاف من الكشميريين بحسب العديد من التقارير، لكن قوات الأمن أنكرت حجزها للمفقودين أو امتلاكها لأية معلومات عنهم. غالباً ما ترتبط قضايا الاختفاء بالتعذيب أو بعمليات القتل الخارجة عن نطاق القانون. بسبب العدد الهائل للذكور المختفين، أُنشئ مصطلح جديد «أنصاف الأرامل» لزوجاتهم اللاتي ينتهي بهن الأمر دون أي معلومات عن مكان أزواجهن، حيث يقدر نشطاء حقوق الإنسان عدد المختفين بأكثر من 8000 شخص، شُوهدوا لآخر مرة في أماكن الاحتجاز الحكومية، ويسود الاعتقاد بأنهم قد دفنوا ضمن آلاف المقابر الجماعية في كشمير.

### المقابر الجماعية
تعرَّف نشطاء حقوق الإنسان على مقابر جماعية في جميع أنحاء كشمير، يُعتقد أنها تحتوي على جثث الآلاف من الكشميريين الذي اختفوا قسرياً. جرى التعرف على 574 جثة تنتمي للسكان المحليين الذين كانوا في عداد المفقودين، من أصل 2730 جثة كُشف عنها في أربع من المقاطعات الأربع عشر، على الرغم من إصرار الحكومة الهندية على أن جميع هذه القبور تعود للمقاتلين الأجانب. تجاوز العدد الإجمالي للمقابر المجهولة 6000 قبراً، بحسب التصريحات التي قدمها بارفيز إمروز وعماله الميدانيين في عام 2011.

## الانتحار والمشاكل النفسية
تتعرض النساء في كشمير بشكل كبير للميول الانتحارية بسبب الصراعات الحاصلة، كما يُقال بأن الخوف والضغط وحالة الشك السائدة هي الأسباب الرئيسية وراء ذلك. جاء في المسح الذي أجري في عام 2012 أن هنالك 17000 شخص معظمهم من النساء قد أقدموا على الانتحار خلال العشرين سنة الماضية في الوادي.
أجرت منظمة أطباء بلا حدود دراسة جاء فيها، أنه بسبب النزاع الحاصل فإن عدداً من الأشخاص في الوادي يعانون من مشاكل نفسية مختلفة مثل الضغط النفسي (الطبيعي أو المتعلق بتعرضهم لحدث أليم) والقلق والمزاجية واضطرابات ما بعد الصدمة.

## رد الفعل الدولي
أصدر مجلس حقوق الإنسان التابع للأمم المتحدة في 14 يونيو من عام 2018 لأول مرة على الإطلاق، تقريراً مؤلفاً من 49 صفحة يتحدث عن انتهاكات حقوق الإنسان في كشمير وجرى اتهام كل من الهند وباكستان بهذا الشأن. شجع التقرير على إنشاء لجنة دولية للتحقيق في هذه الانتهاكات، رحبت باكستان بالفكرة بينما رفضت الهند مصرحةً بأن التقرير ينتهك سيادة الهند، كما قالت إن الحقائق الواردة فيه ليست صحيحة ومضللة وإن استخدام مصطلح جماعة مسلحة بدلاً من جماعة إرهابية، وكلمة قادة بدلاً من إرهابيين هو أمر غير مقبول.